# Stazione di Higashiyama (Hokkaidō)
La stazione di Higashiyama (東山駅?, Higashiyama-eki) è una piccola stazione priva di personale situata nella cittadina di Mori, in Hokkaidō, Giappone, servita dalla linea principale Hakodate della JR Hokkaido.

## Linee
JR Hokkaido
■ Linea principale Hakodate

## Struttura
La stazione è dotata di un marciapiede con un binario singolo, usato in entrambe le direzioni.
| 1 | ■ Linea principale Hakodate |  | per Hakodate e Oshamanbe |

## Stazioni adiacenti
| «                         | Servizio                  | »                         |
| Linea principale Hakodate | Linea principale Hakodate | Linea principale Hakodate |
| ------------------------- | ------------------------- | ------------------------- |
| Komagatake                | Locale                    | Himekawa                  |
| Il rapido non ferma       |                           |                           |